# The Ruby Experience
The Ruby Experience é a primeira turnê mundial da cantora e rapper sul-coreana Jennie em suporte ao seu primeiro álbum de estúdio Ruby. A turnê teve início em 6 de março de 2025, em Los Angeles, Estados Unidos e terminou em 21 de março de 2025 em Paris, França.

## Antecedentes e desenvolvimento
Após o lançamento de seu primeiro álbum solo, Ruby, em março de 2025, Jennie iniciou o planejamento de uma série de shows especiais para promover o projeto. A proposta do espetáculo, intitulado The Ruby Experience, foi apresentar um formato de show mais intimista, com foco em performances ao vivo e interação direta com os fãs. Os shows também foram concebidos para destacar elementos visuais inspirados no conceito do álbum, A turnê teve apresentações limitadas, ocorrendo em quatro cidades: Los Angeles, Nova Iorque, Incheon e Paris.

## Sinopse do concerto
O show foi idealizado para proporcionar uma atmosfera imersiva e intimista, alinhada ao conceito visual do álbum Ruby. O espetáculo inicia com projeções em tons vermelhos e luzes suaves, criando um ambiente cinematográfico. Jennie surge no palco para a introdução, que dá sequência a uma série de performances que alternam entre momentos dançantes e apresentações vocais mais suaves.
A apresentação é dividida em blocos temáticos, nos quais músicas como “start a war” e “Handlebars” introduzem o público ao universo sonoro do projeto. Ao longo do show, Jennie mescla faixas intensas com interpretações mais introspectivas, como nas canções “Starlight” e “twin”. O concerto também inclui transições visuais, vídeos interlúdios e uma cenografia minimalista que prioriza o foco nas coreografias e no contato visual com o público.
O repertório apresenta cerca de 15 músicas e tem duração aproximada de 75 a 90 minutos, seguindo uma narrativa que mistura elementos de vulnerabilidade e autoconfiança, com destaque para a exibição do videoclipe da faixa “Seoul City” durante o espetáculo.

## Recepção da crítica
Diversos veículos internacionais elogiaram o conceito visual e a proposta intimista da turnê. A revista Forbes destacou o equilíbrio entre apresentações vocais e momentos coreográficos, além de ressaltar o apelo visual minimalista do show, que, segundo a crítica, demonstrou um lado mais pessoal e emocional da artista. Já o The Korea Times descreveu o concerto como uma produção visualmente impactante, destacando a ambientação que remete a um filme e o envolvimento emocional gerado pelas músicas.
Entre o público, as opiniões também foram divididas. Enquanto muitos fãs elogiaram a estética visual e a atmosfera intimista do concerto, houve relatos de insatisfação com a duração relativamente curta da apresentação, que ficou abaixo de uma hora e meia em algumas cidades

## Repertório
1. "Intro: JANE"
2. "start a war"
3. "Handlebars"
4. "Mantra"
5. "Love Hangover"
6. "ZEN"
7. "Damn Right"
8. "Seoul City"
9. "like JENNIE"
10. "with the IE (way up)"
11. "ExtraL"
12. "F.T.S."
13. "Filter"
14. "Starlight"
15. "twin"

## Datas
| Data                | Cidade      | País           | Local                 | Audiência | Receita    |
| ------------------- | ----------- | -------------- | --------------------- | --------- | ---------- |
| América do Norte    |             |                |                       |           |            |
| 6 de março de 2025  | Los Angeles | Estados Unidos | Peacock Theater       | —         | —          |
| 7 de março de 2025  | Los Angeles | Estados Unidos | Peacock Theater       | —         | —          |
| 10 de março de 2025 | Nova Iorque | Estados Unidos | Radio City Music Hall | 5.798     | $1.580.145 |
| Ásia                |             |                |                       |           |            |
| 15 de março de 2025 | Incheon     | Coreia do Sul  | Inspire Arena         | —         | —          |
| Europa              |             |                |                       |           |            |
| 21 de março de 2025 | Paris       | França         | Le Zénith             | —         | —          |